# Красный дом (картина Розановой)
«Кра́сный дом» — пейзаж, одна из ранних авангардных картин Ольги Розановой 1910 года с элементами неопримитивизма и фовизма.

## История
«Красный дом» написан Ольгой Розановой в первый самостоятельный, «московский» период 1908—1910 годов, когда основными жанрами для неё становятся натюрморт, городской пейзаж и портрет. В конце этого периода, ко времени написания «Красного дома», она полностью отходит от модерна и позднеимпрессионистической живописи своего учителя Константина Юона и максимально приближается к живописи «Бубнового валета». Для работ Розановой этого времени характерно «натюрмортное» ви́дение и особая выделенность предмета.
На полотне изображено красное кирпичное здание женской гимназии в Меленках. Композиция точно отражает реальный пейзаж Меленок, но, как пишет Вера Терёхина, «жизнь, простор и притягательность этой картине даёт только интенсивный цвет».
Нина Гурьянова так пишет о полотне:
Пейзаж «Красный дом» заставляет вспомнить ранние работы Л. Поповой «Прачка» и «Ивановское». В этом пейзаже Розановой есть определённые стилистические черты неопримитивизма, сближающие его с провинциальными пейзажами Ларионова, Гончаровой и художников круга будущих «бубнововалетцев». Яркие, «фовистские» тона голубого неба и плывущих по нему белых облаков, красные стены домов, зелень деревьев, «весомый» мазок и матовая, «шершавая» фактура поверхности создают ощущение земной осязаемой материальности. Здесь почти отсутствует юоновская «ссылка» на сюжетность, жанровость, звучит лишь чисто живописное воплощение настроения.